# Policki Nurt
Policki Nurt (do 1945 niem. Pölitzer Fahrt) – obecnie ujściowy odcinek Łarpi, dawniej osobne ramię boczne rzeki Odry. Wody Polickiego Nurtu płyną w mieście Police na Pomorzu Zachodnim.
Policki Nurt znajduje się na północny wschód od Polic, pomiędzy wyspami Kiełpińskim Ostrowem i Polickimi Łąkami. Łączy Jasienicę z Domiążą. W czasie budowy Zakładów Chemicznych Police i Portu Police został poprzecinany licznymi groblami.
Wody Polickiego Nurtu wraz z wodami głównego nurtu Odry – Domiąży i innej odnogi Odry – Łarpi otaczają największą wyspę Polic – Polickie Łąki.
W rejonie Polickiego Nurtu znajdowało się osiedle Czapliniec. Obecnie nieopodal zlokalizowany jest port morski w Policach.
Nazwę Policki Nurt wprowadzono urzędowo w 1949 roku, zastępując poprzednią niemiecką nazwę Pölitzer Fahrt.